# Фридрих I Лудвиг Кристиан фон Лайнинген-Вестербург
Фридрих I Лудвиг Кристиан фон Лайнинген-Вестербург (на немски: Friedrich I Ludwig Christian cu Leiningen-Westerburg; * 2 ноември 1761; † 9 август 1839) е граф на Лайнинген-Вестербург в Алтлайнинген (1770 – 1839).

## Произход
Той е син на граф Кристиан Йохан фон Лайнинген-Вестербург в Алтлайнинген (1730 – 1770) и съпругата му Кристиана Франциска Елеонора, вилд- и Рейнграфиня цу Грумбах, графиня фон Залм (1735 – 1809).

## Фамилия
Първи брак: през 1792 г. с Шарлота Бернхардина Вилхелмина Кристина фон Цех и Раутенбург (1777 – 1841). Те се развеждат през 1798 г. Нямат деца.
Втори брак: през 1813 г. с Елеонора Мария Брайтвизер (* 2 януари 1781; † 24 ноември 1841). Тя е направена „графиня фон Бретвитц“. Децата им са легитиминирани след женитбата на родителите им. Техните деца са:
- Фридрих II Едуард (1806 – 1868), граф на Лайнинген-Вестербург в Алтлайнинген, женен на 28 декември 1830 г. за фрайин Хенриета фон и цу Еглофщайн (1805 – 1870)
- Йохан Лудвиг (1807 – 1864), женен 1850 г. за фрайин Хермина фон и цу Щадл-Корнберг (1815 – 1869)
- Георг Август (1815 – 1850), женен 1843 г. за Катина Меданик (1824 – 1864)
- Карл Август (1819 – 6 октомври 1849, екзекутиран в Арад), женен 1844 г. за Ерзсéбет Сисáни де Тьорьокбецсе (1827 – 1898 в Будапеща)
- Виктор Август (1821 – 1880), женен 1862 г. за племенницата си графиня Мария фон Лайнинген-Вестербург (1831 – 1863), дъщеря на Фридрих II Едуард
- Франциска Амалия (1809 – 1837), женен 1826 г. за фрайхер Вилхелм фон Енде (+ 1875)
- Мария Луиза (1812 – 1860), омъжена 1842 г. (развод 1855) за Албрехт фон Сайн-Витгенщайн-Хоенщайн ??? (1810 – 1882)
- Адриана (1817 – 1858), омъжена 1832 г. за фрайхер Фердинанд фон Щайн цу Лаузнитц (+ 1875)